# Typhlops tenebrarum
Typhlops tenebrarum — неотруйна змія з роду Сліпун родини Сліпуни.

## Опис
Загальна довжина досягає 7—11 см. Голова маленька. Сильно редуковані очі проглядають з-під щільних рогових щитків у вигляді темних плям. Ростральний щиток ближче до тулуба широкий, проте потім поступово звужується. Тулуб хробакоподібний з 20 рядками гладенької луски. Хвіст куций та тупий.
Забарвлення спини світло—коричневе з темно—коричневими плямами. Навколо рота луска кремового кольору. Черево та боки світлого забарвлення.

## Спосіб життя
Полюбляє лісисту місцину. Ховається серед палого листя. Веде дуже потайний спосіб життя. Активний вночі. Харчується дрібними безхребетними, в першу чергу хробаками.
Це яйцекладна змія. Самиця відкладає до 5 яєць.

## Розповсюдження
Мешкає на північному сході о.Шрі-Ланка.